# هری زوی تابور

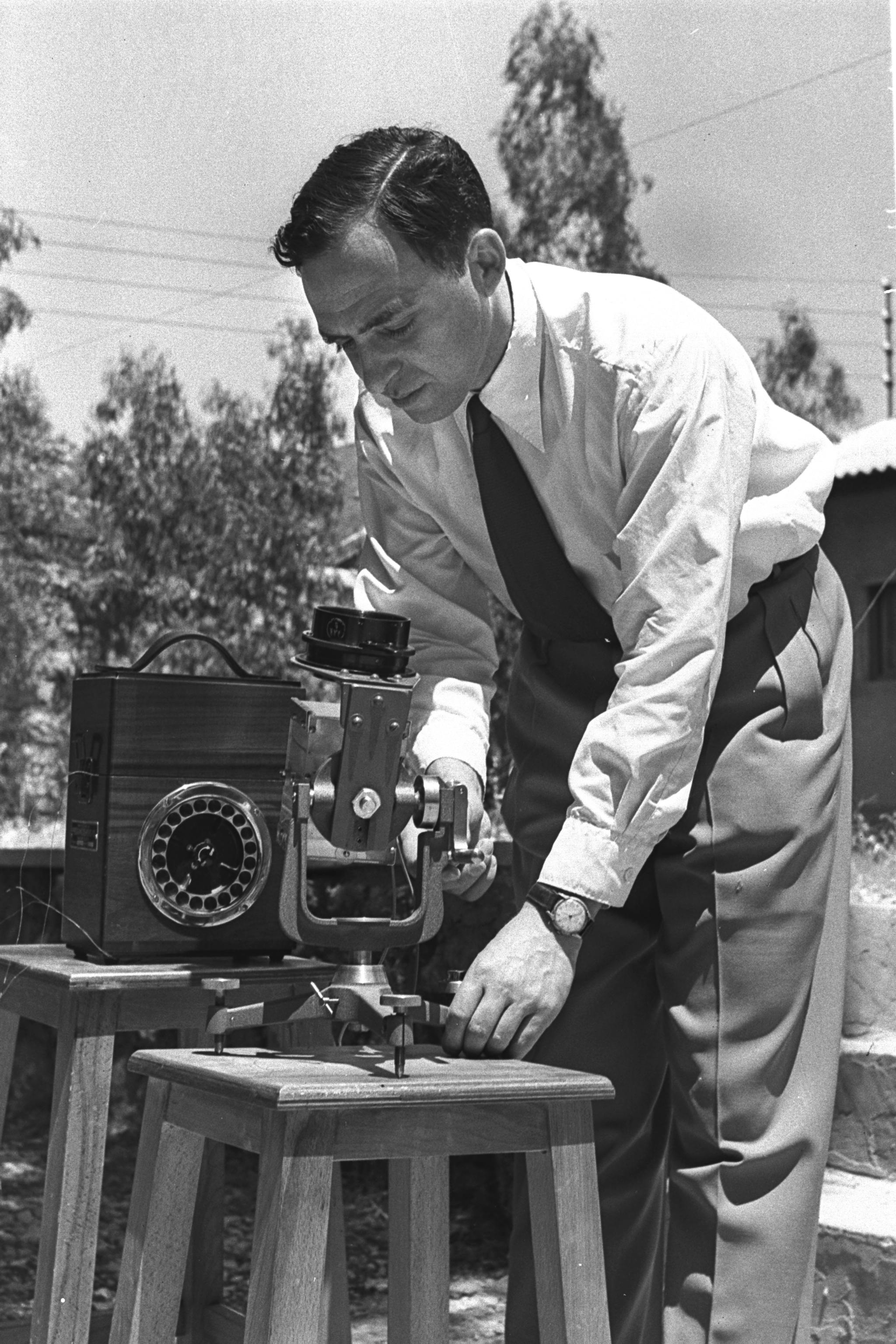
هری زوی تابور، فیزیک‌دان اسرائیلی - ۱۹۵۵

 هری زوی تابور (انگلیسی: Harry Zvi Tabor؛ زاده ۱۹۱۷) فیزیک‌دان اهل اسرائیل است.